# Museo nazionale dell'aviazione ucraina
Il Museo nazionale dell'aviazione ucraina è un centro museale dedicato all'aviazione situato vicino all'Aeroporto di Kiev-Žuljany in Ucraina.

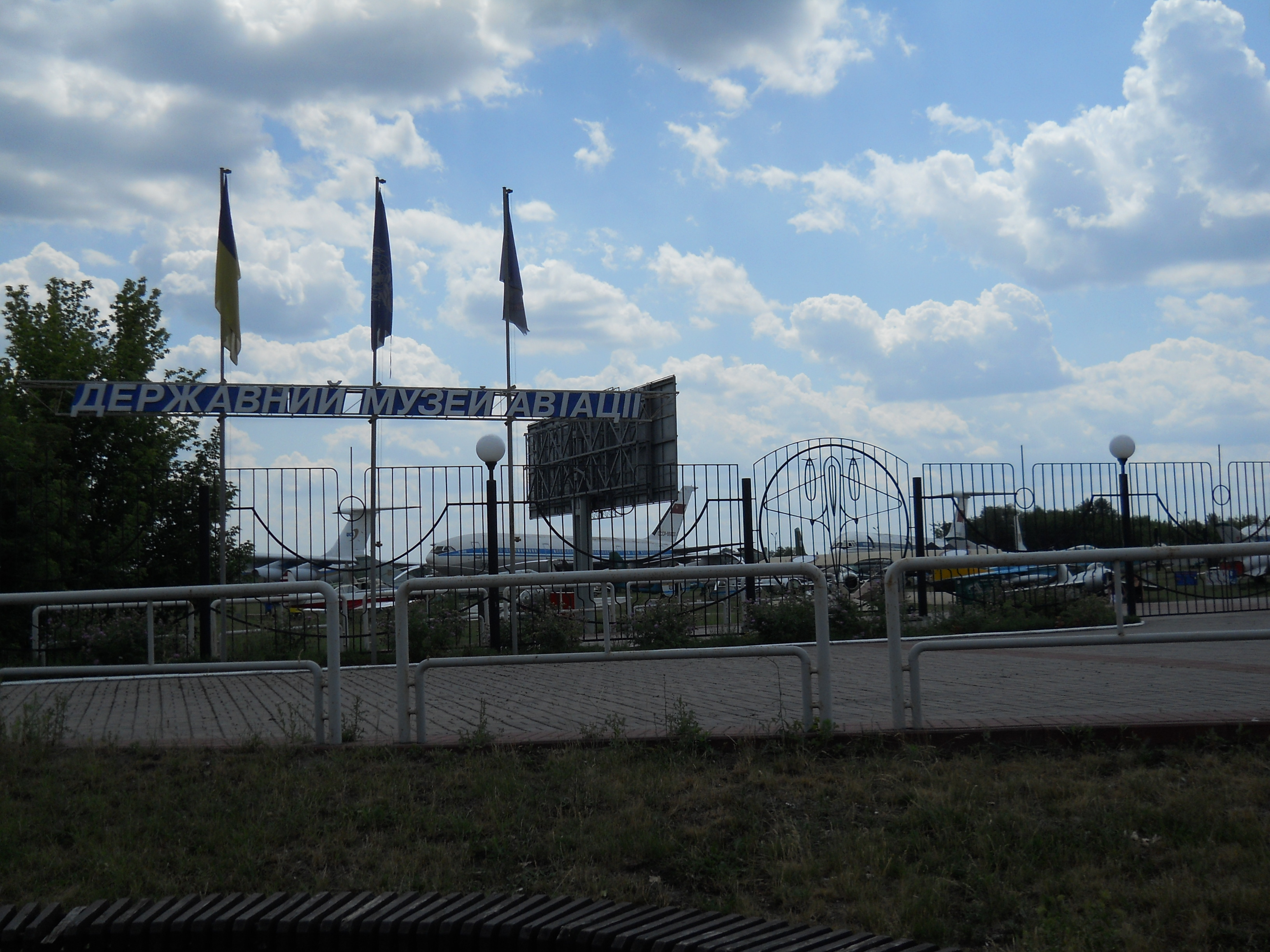
Esterno del complesso museale

Il museo, che ospita mostre e collezioni di velivoli di vario tipo, è uno dei più grandi del suo genere.
Il museo è stato aperto al pubblico il 30 settembre 2003. Sia i locali per l'esposizione che gli stessi aerei, sono di proprietà della Università Nazionale dell'Aviazione.

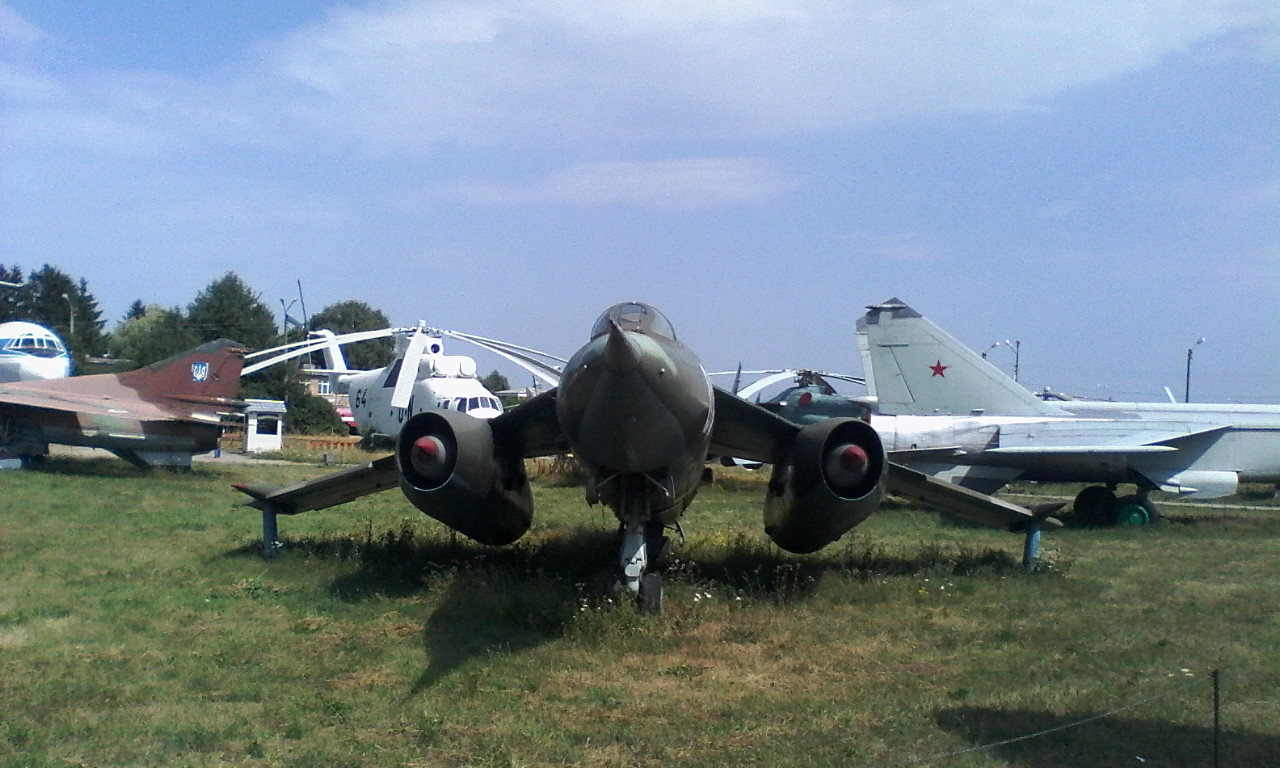
Aerei i esposizione

## Collezione

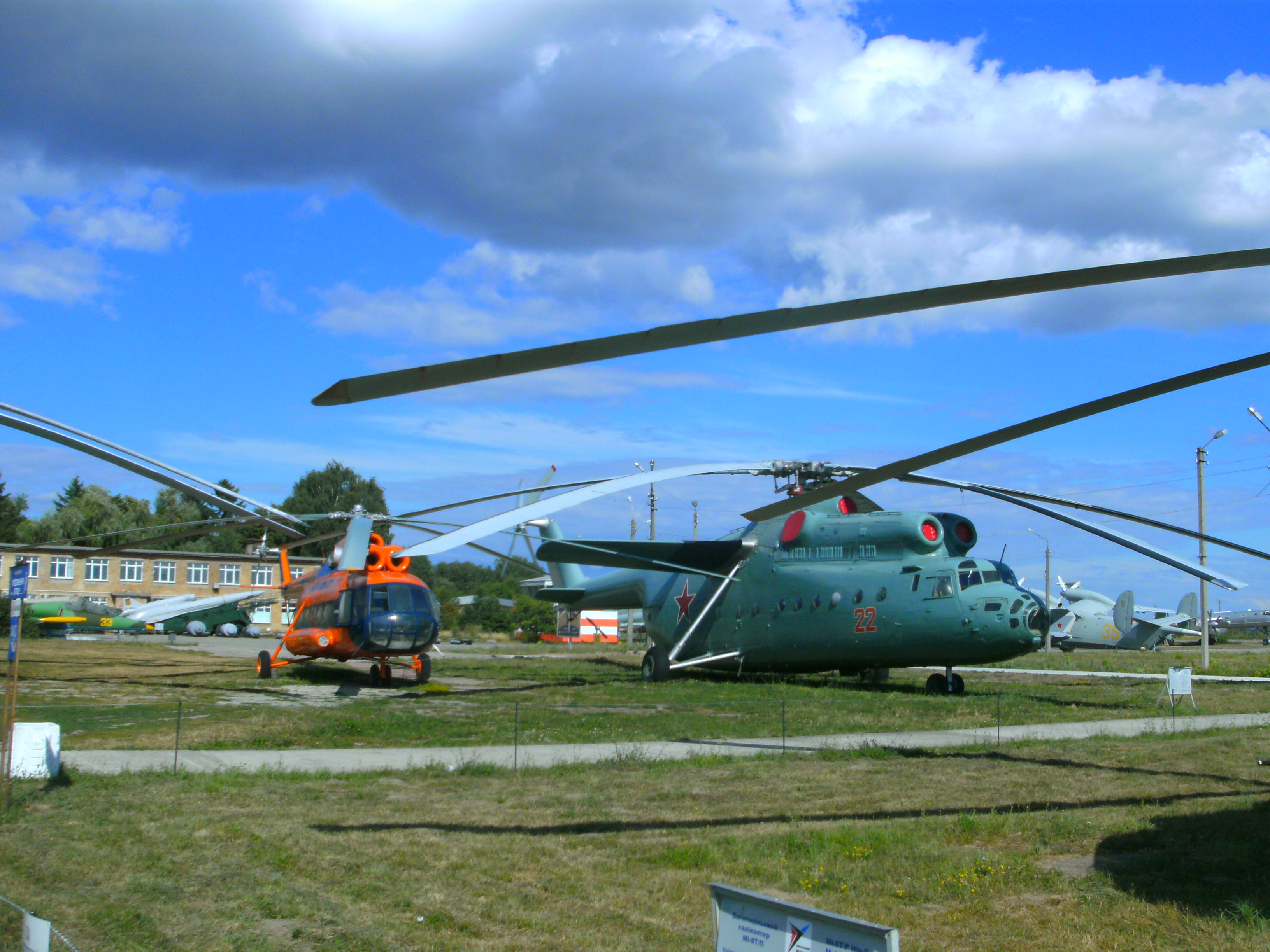
Elicotteri in esposizione

- Aero L-29 Delfin
- Aero L-39C Albatross
- Antonov An-2
- Antonov An-24B
- Antonov An-24T
- Antonov An-26
- Antonov An-30
- Antonov An-71
- Beriev Be-6
- Beriev Be-12PL
- Ilyushin Il-14P
- Ilyushin Il-18
- Ilyushin Il-28
- Ilyushin Il-62
- Ilyushin Il-76T
- Ilyushin Il-86
- Kamov Ka-25PL
- Kamov Ka-26
- Kamov Ka-27PL
- Mikoyan-Gurevich MiG-15UTI
- Mikoyan-Gurevich MiG-17
- Mikoyan-Gurevich MiG-17F
- Mikoyan-Gurevich MiG-21PF
- Mikoyan-Gurevich MiG-21PFM
- Mikoyan-Gurevich MiG-21UM
- Mikoyan-Gurevich MiG-23BN
- Mikoyan-Gurevich MiG-23ML
- Mikoyan-Gurevich MiG-25RBT
- Mikoyan-Gurevich MiG-27K
- Mikoyan-Gurevich MiG-29
- Mikoyan-Gurevich MiG-29
- Mil Mi-1
- Mil Mi-4
- Mil Mi-6A
- Mil Mi-8
- Mil Mi-8TM
- Mil Mi-14BT
- Mil Mi-14PL
- Mil Mi-24A
- Mil Mi-24D
- Mil Mi-24P
- Mil Mi-24V
- Mil Mi-26
- PZL-Swidnik Mi-2
- Sukhoi Su-7BM
- Sukhoi Su-15TM
- Sukhoi Su-17M
- Sukhoi Su-17UM-3
- Sukhoi Su-24
- Sukhoi Su-25
- Tupolev Tu-22M0
- Tupolev Tu-22M2
- Tupolev Tu-22M3
- Tupolev Tu-104
- Tupolev Tu-134
- Tupolev Tu-134A
- Tupolev Tu-134UBL
- Tupolev Tu-142MZ
- Tupolev Tu-154
- Yakovlev Yak-18PM
- Yakovlev Yak-28U
- Yakovlev Yak-38
- Yakovlev Yak-40
- Yakovlev Yak-50 (Yak-3 replica)